# Hlavopažní kmen
Hlavopažní kmen (truncus brachiocephalicus) je tepna, která odstupuje z oblouku aorty a následně se větví na pravou společnou krkavici (carotis communis dextra) a pravou tepnu podklíčkovou (a. subclavia dextra). Vyskytuje se nejen u savců, je zmiňován přinejmenším také u ptáků a plazů.

## U člověka
Hlavopažní kmen má (sám o sobě) délku pouhých 4–5 cm, ale je to nejsilnější větev odstupující z oblouku aorty. Zároveň je to první tepna, která z oblouku odstupuje. Dále směřuje šikmo kraniálně (nahoru, směrem k hlavě a mírně vpravo). Nachází se v oblasti za rukojetí kosti hrudní a v oblasti za pravým sternoklavikulárním kloubem se větví na dvě tepny. Jednou z nich je pravá společná krkavice, která vstupuje do krku a následně cévně zásobí polovinu hlavy, druhou je pravá tepna podklíčková, která zásobuje především pravou paži.